# 鹿賀車站
34°57′47.18″N 132°26′45.56″E / 34.9631056°N 132.4459889°E
鹿賀車站（日语：／ Shikaga eki */?）曾是屬於西日本旅客鐵道（JR西日本）三江線的鐵路車站，位於島根縣江津市櫻江町。三江線活化協議會將此站暱稱命名為，取自島根縣西部與廣島縣西北部流傳的傳統神樂——石見神樂。

## 歷史
- 1949年（昭和24年）11月15日  - 三江線石見川越車站至因原車站間新設鹿賀車站開始營運。
- 1955年（昭和30年）3月31日 - 隨著三江南線通車營運，原本的三江線更名為三江北線。
- 1975年（昭和50年）8月31日 - 三江南線的口羽車站與三江北線的濱原車站之間銜接路段完工通車，南北兩線合併為三江線，此站成為三江線的車站。
- 1987年（昭和62年）4月1日 - 隨著國鐵分割民營化，成為西日本旅客鐵道所管轄的車站。
- 2018年4月1日 - 因三江線全線停駛廢線，隨之停止營運而廢站。

## 車站構造
此站為地面車站，往濱原車站方向的右側設有一股軌道與側式月台一座。月台上的候車室兼做為站房，車站沒有裝設自動售票機等設備。

## 使用狀況
根據島根縣的統計資料與《三江線沿線地域公共交通網形成計劃》所記載之每日平均乘客人數如下：
| 乘車人數推移 | 乘車人數推移 |
| 年度         | 1日平均人數  |
| ------------ | ------------ |
| 1984         | 59           |
| 1994         | 34           |
| 1999         | 15           |
| 2000         | 17           |
| 2001         | 8            |
| 2002         | 10           |
| 2003         | 11           |
| 2004         | 10           |
| 2005         | 11           |
| 2006         | 12           |
| 2007         | 12           |
| 2008         | 11           |
| 2009         | 9            |
| 2010         | 6            |
| 2011         | 6            |
| 2012         | 6            |
| 2013         | 4            |
| 2014         | 3            |
| 2015         | 2            |

## 相鄰車站
西日本旅客鐵道（JR西日本）
 三江線
石見川越－鹿賀－因原

## 外部連結
- （日語） 鹿賀駅（JR西日本）（页面存档备份，存于）
- （日語） ぶらり三江線WEB：鹿賀 - 三江線改良利用促進期成同盟会・三江線活性化協議会。
- （日語） 大阪からの鉄道旅行・や・で＞駅レポート＞鹿賀駅（页面存档备份，存于）